# 玉里悬钩子
玉里悬钩子（学名：Rubus yuliensis）为蔷薇科悬钩子属下的一个种。

## 扩展阅读
- 維基物種上的相關：玉里悬钩子